# ビーストウォーズ 超生命体トランスフォーマー
『ビーストウォーズ 超生命体トランスフォーマー』（ビーストウォーズ ちょうせいめいたいトランスフォーマー）は、アメリカ・カナダ製作のテレビアニメ作品。トランスフォーマーシリーズの一作である。1997年（平成9年）10月から1998年（平成10年）3月まで、テレビ東京系列と一部独立局で放送。全26話。『ビーストウォーズメタルス 超生命体トランスフォーマー』と『超生命体トランスフォーマー ビーストウォーズリターンズ』は、それぞれ本作品の続編である。

## 作品概要
カナダのメインフレーム社（Mainframe Entertainment）で制作された「BEAST WARS: TRANSFORMERS」第1シーズンの日本語吹き替え版である（2014年11月20日、DHXメディアが「BEAST WARS: TRANSFORMERS」シリーズの販売権を取得した）。全編3DCGで描かれた連続テレビアニメとしては『リブート』に次ぐ世界2番目であり、ロボットアニメとしては初となる。米国ではシンジケーション番組として1996年から1997年まで放送され、1999年からはフォックス放送内のFox Kidsで放送されるが、一部のシーンがカットされている。カナダではYTVにて放送。
この作品以降、『トランスフォーマー』シリーズにおけるサイバトロン総司令官は（G1コンボイとは別人の）コンボイタイプに統一されることになり、G1の時系列からは独立したシリーズも登場するようになる。
なお『戦え!超ロボット生命体 トランスフォーマーV』まで放送局は日本テレビ系列で提供クレジットはブルーバック画面であったが、今作より放送局がテレビ東京に変わり、同時に提供クレジット画面はイラスト入りの静止画となっている。
20周年記念に当たる2016年1月5日 - 3月29日に特別番組『生誕20周年記念 ビーストウォーズ復活祭への道』を放送・配信、5月7日にイベント『トランスフォーマーFES 2016 ビーストウォーズ復活祭』が開催された。

## ストーリー
セイバートロン戦争・ユニクロン戦争から数百年後の未来、サイバトロンとデストロン、そしてユニクロンの三つ巴の戦争（グレートウォー）が終結したセイバートロン星では、両者が共存し平和と繁栄の時代を築いていた。
しかし、サイバトロンが極秘に保管していたエネルゴンの源泉が記録されているゴールデンディスクを、初代メガトロンの後継者を自称するメガトロンとその部下が強奪、エネルゴンを狙い外宇宙へと逃亡してしまう。
数ある追撃艦の中、唯一彼らに追いつくことができたサイバトロンの探査船「アクサロン」の乗組員たちは、本来の任務を中断、メガトロンのデストロン戦闘艦「テラクラッシャー」が使うトランスワープの痕跡を辿りながら追跡、ワープアウト直後のある惑星の衛星軌道上で交戦するが、双方深刻なダメージを受けた上、惑星の重力圏に捕まり、墜落していった。
アクサロン艦長コンボイの判断により探査船のプロトフォーム（素体）状の乗組員を衛星軌道上に放出。船内の乗組員たちも全員無事ではあったが、船は飛行能力を失い、惑星外へ一切の通信手段を失ってしまう。さらにこの惑星はエネルゴンの影響が強くロボットモードでは負担が大きすぎるため、惑星の生物をスキャンした上で環境に合わせた、動物への変身体（ビーストモード）を余儀なくされる。
その後、探索に出掛けたコンボイたちは同様の理由でビーストモードと化したメガトロン一味と遭遇する。コンボイは話し合いで解決しようとするが、エネルゴンの源泉を前にしたメガトロンが聞き入れるわけはなく、両者はそのまま戦闘に突入、しかし5対4という数の差の上に、仲間たちが好き勝手に戦い、全く連携が取れていない状況では勝てる見込みはなく、コンボイは負傷するが、デストロンがエネルゴンのエネルギーで不調になった幸運からそのまま撤退する。
だがアクサロンへの帰還途中で、デストロンを追放されたダイノボットがサイバトロンの司令官の座を賭けて、コンボイに戦いを挑んで来る。両者は互角の戦いを展開するも、まとめて葬らんとするデストロンの奇襲で対決は有耶無耶のうちに終わり、コンボイは仲間たちの反対を押し切りダイノボットをサイバトロンの一員に迎える。
元デストロンのダイノボットを加えたサイバトロンは、エネルゴン鉱山でデストロンとの5対5のビーストモードでの総力戦が始まる。ダイノボットの加勢もあり、デストロンの撃退に成功するが、メガトロンは未だ健在で野放しにすることができなかった。コンボイはこの未開と未知の惑星に留まることを決意する。ここにサイバトロンとデストロンによるビーストウォーズが始まった。

## キャラクター
名称および声は日本語版 / 英語版。
全長、体重などは日本で発売された書籍に準ずる。彼らのセイバートロンモード（母星での姿）は後年ボットコンなどの限定トイという形で立体化された（いずれも既存のキャラクターのリデコやリペイント）。

### サイバトロン / Maximals
総司令官 コンボイ / Optimus Primal
声 - 子安武人 / ゲイリー・チョーク
ゴリラに変身する。総司令官であった先代のコンボイと異なり、一部隊の指揮官にて、調査船アクサロンの艦長。指揮経験は浅かったが、未開の惑星で多種多様な経験を積み、臨機応変な対応ができるようになったことで、リーダーとして部下たちからも認められるようになった。デストロンやエイリアンなどに立ち向かい、常に前線で戦う勇気と敵であろうと敗者に殺すことを良しとしない優しさを持つ。戦闘能力も高く、メガトロンやダイノボットとの一騎討ちでも一歩も退かない。第10話でスコルポスのサイバーウイルスにより死の恐怖から暴走した際は、ラットル曰く「ワイルドなお方」と化し、タランスやワスピーターを圧倒する凶暴さを見せた。非戦闘時には調査隊らしく惑星の調査も行っている。
武器は腕部カバーから出現する二門のプラズマキャノン、両肩から展開する二連装ミサイルメガブラスター、背中には柳葉刀状の双剣サイバーブレードと、飛行するためのジェットパック・コンボイジェットを備えている。
エイリアンが衛星に偽装させていた惑星破壊兵器により窮地に陥ったエネルゴアを救うべく、救命ポッドを有人ミサイルとして、突撃することで惑星破壊兵器を破壊しようとするが、メガトロンの策略（本来はタランスを始末するつもりだった）により、ポッドから脱出できぬまま激突・爆散してしまう。
いわゆる“コンボイ顔”としては初めて唇があり、素顔のまま過ごすことが多いが、必要に応じてマスクを装着する。
日本語版での一人称は「私」だが、前述のウイルス暴走時には「俺」を使っていた。
日本における本作品の後時代に当たる次作『ビーストウォーズII 超生命体トランスフォーマー』の劇場版『ライオコンボイ危機一髪』には単独でゲスト出演を果たしている（こちらは作品の世界観に合わせセルアニメで描かれている）。
セイバートロンモードは三輪型装甲バギーで、トイは『ギャラクシーフォース』のランドバレットのリデコ。
- 公式の総司令官紹介やロボットマスターズなどでは、G1コンボイとの区別をつけるために、「ビーストコンボイ」と呼ばれることもある。

陸上防衛戦士 ライノックス/Rhinox
声 - 中村大樹 / リチャード・ニューマン
サイに変身するチームのサブリーダー。機械の長けた扱いはサイバトロン随一で、修理、解析任務を行い、仲間たちを全面的にバックアップしている。性格は温厚で思慮深いが、怒らせるとダイノボットを黙らせるほどに怖い。高い戦闘力と指揮能力を秘めており、コンボイから志願していれば司令官になれると評されるほどの豊富な知識と経験の持ち主。
日本版での一人称は「僕」語尾の「〜だな」が口癖で、「止めなサイ」などと「さい」を強調することもある。
武器は2つの棘付き鉄球も備えたガトリング銃「ガトリングハンマー」二丁同時に使用することもある。
メガトロンの手で洗脳されてデストロンになったことがあり、凶暴な面が露になった上で潜在能力が発揮され、デストロンメンバーを次々と襲撃した末リーダーの座を奪おうとしたために洗脳を解かれた。
セイバートロンモードはショベルドーザーで、トイは『ギャラクシーフォース』のガードシェルのリペイント。
密林巡視員 チータス / Cheetor
声 - 高木渉 / イアン・ジェームズ・コーレット
チーターに変身する若き戦士でチームのムードメーカー、活発で行動力があるが、冷静な思考と判断が苦手。その性格と自身の高い機動力ゆえに独断専行することが多く、序盤では毎回危機に陥り、散々コンボイとラットルの手を焼かせた。
コンボイへの信頼は厚く、彼がサイバーウイルスに侵された際にも、彼の精神力をひとり信じていた。最終的にチータスが彼を信じて放った言葉が、彼を正気へと引き戻すきっかけともなった。
武器はレーザー・ショットと尻尾が変形した「クエーザー・ライフル」の二丁の銃。銃を武器にしている割に、命中率は低く、タイガトロンがサイバトロンへ報告するための偵察機を、敵と間違えて撃ち落とそうとしたが、当たらなかったことで偵察機がちゃんとたどり着けたという皮肉があった。ビーストモード時のダッシュ走行はマキシマムダッシュとも呼ばれている。
日本語版では、射撃の際には「撃つべし!」と叫び（最初に「撃つべし」と発言したのはラットル）一発ごとに発音するときもある。語尾は「〜じゃん」。時折「ガゥ!」と吠える。一人称は「俺」だが稀に「オイラ」を使うこともあった。
セイバートロンモードはレーシングカー。トイは『ギャラクシーフォース』のスキッズのリデコ。
諜報員 ラットル / Rattrap
声 - 山口勝平 / スコット・マクニール
ネズミに変身する小柄なサイバトロン戦士。その小柄な身体を活かしスパイ活動を務めることが多い。お調子者だが皮肉屋で軽口が多く、重要な場面においても度々余計な一言を放ってダイノボットと衝突したり、コンボイに叱られている。そのくせ不利な戦いや不審な場所からは逃げようとする臆病者。しかし、その態度は、豊富な戦場経験に裏打ちされた余裕と鋭い警戒心から来るもので、実はコンボイ不在時に司令官代理を任されるほどの熟練者かつ切れ者でもある。小柄なため、他のサイバトロン戦士（コンボイ、ライノックス、エアラザー、デストロンでは一度だけテラザウラー）の背中に乗ることも多かった。
ライノックスとは親友であり、ダイノボットとは衝突することも多いが、良い凸凹コンビでもある。
海外版では経験豊富なベテラン戦士という色合いが濃いが、日本版では担当声優の山口の吹き替えも相まって、チータスと同年代（もしくは少し年上）の少年戦士として設定されており、性格も臆病な面が若干強調されている。一人称は「オイラ」。
武器は拳銃ラットビームガン、右腕のガジェットハンドには爆弾やドライバーなどの隠しツールが収納されている。
セイバートロンモードはバイク。トイは『ギャラクシーフォース』のガスケットのリペイント。
- 海外版では『2010』に登場したアーシーは彼の大叔母（Great aunt）という設定になっている。

特殊戦闘員 ダイノボット / Dinobot
声 - 藤原啓治 / スコット・マクニール
恐竜（ヴェロキラプトル）に変身する元デストロン兵士。たどり着いた惑星が目標の地球でないことでメガトロンの指揮能力に不信を抱き、彼を倒してデストロンのリーダーになろうとしたが、返り討ちに遭い、打倒メガトロンのためにサイバトロンに加わった。
その振る舞いは粗暴で、サイバトロンとデストロンの戦いを誰よりも戦争と捉えて、物事を戦いで解決する好戦的で気が短く、サイバトロンの仲間たちとの衝突も少なくない。しかし、変身できないダイノボットクローンに対してあえてビーストモードのみで戦ったり、敵に対して一騎討ちを申し出るなど、戦士としての誇りは人一倍強く、戦いに生き、戦いで死ぬことを栄誉としている。低く唸るような声で喋るのが特徴。
コンボイからは「サイバトロンの理念に共感することは決してないが、その性格上、自分たちを密かに裏切ることも絶対にない」と少し変わった形で信頼されており、ラットルとは喧嘩が絶えないが、実はお互い一番の理解者でもある。
日本語版では、しきりに「ダーッ!」と叫ぶ。一人称は「俺」。
武器はドリルのような剣ダイノサーベル、尻尾が変形した回転盾サイバーシールド。両目からはダイノビームを発射。白兵戦能力はコンボイに並び、メガトロンとも渡り合うほど高いが、一方で奇策に弱いため窮地に陥ることも多く、デストロン時代にメガトロンに決闘を挑んだ際もスコルポスの不意打ちという奇策で負けている。
当初はメガトロンをバカにしていたが、次第に権謀術数を見せ、周りの陰謀に振り回されず、むしろ利用する彼の性格とその鋭利な思考を誰よりも恐れるようになり、彼の動向には人一倍神経を尖らせる。本人によると「戦史の勉強はよくできました」らしく、スタースクリームの本性について、サイバトロンでは唯一詳しく知っており、コンボイは、それを伝達してもらえたことでスタースクリームの心理を踏まえての打倒案を考えることができた。また、デストロンメンバーが同士討ちで全滅したかと思われたときには、既に敵となった存在であるにもかかわらず落ち込んでいた。
サイバトロンへ加入する際、当初は自分が指揮官になろうと考えており、コンボイと指揮官の座を巡って争った。勝敗は着かなかったが、以後互いの実力を認め合い、深く意気投合するに至る。元デストロンということもあって、当初はトラブルが起きた際に他のサイバトロンメンバーから疑われることもあったが、勇猛な戦いを幾度もこなすうちに信頼を得ていった。また、彼が持っているデストロンに関する情報も、サイバトロンの貴重な戦力となり、先述のスタースクリームの件でも非常に役立っていた。
前日談でのセイバートロンモードはショベルカー。トイは『ギャラクシーフォース』のロングラックのボディに『マイクロン伝説』のグラップ・スーパーモードの頭部を組み合わせたもののリデコ。
極地偵察員 タイガトロン / Tigatron
声 - 遠近孝一 / ブルー・マンクマ
衛星軌道上から地上に落下したサイバトロンのプロトフォームが、白トラ（ホワイトタイガー）をスキャンして誕生した戦士。劇中で初めてプロトフォームから誕生した追加戦士である。寒さに強く極地偵察員を務める。救命ポッドの落下の衝撃によって、自己認識回路を損傷してしまったこともあり、トランスフォーマーよりも野生の虎の性質が強く、1人でいることを好む孤独な戦士だが、自然を愛し、誰よりもビースト戦士の本質を理解している。そのため、エネルゴンの過剰な影響を防ぐ基地のバリアを破られ、サイバトロンが長期のビーストモードを余儀なくされた際には、野性に引きずられそうになった他の面々（エアラザーを除く）を導き、ビーストモードとの共生を説いて仲間を救った。
海外版ではネイティブアメリカンのイメージなのに対し、日本版では侍の雰囲気を持ち、一人称も「拙者」で語尾に「ござる」を付ける。格言を語った後に自分に酔いしれたこともあった。
武器は銃タイガー・ショット。冷凍レーザーを発射するフリーズガン。腕部カバーから出現する2門のミサイル・タイガーキャノン。隠密（ステルス）モードにより相手に察知されず行動することもできる。
親友のシベリアンタイガー、トラジロー / Snowstalkerを自分の放った砲撃による落石で亡くしてしまい戦意を喪失、戦線離脱しかけたこともある。
上述の通り地上生まれのトランスフォーマーであるため、セイバートロンモードは無いが、海外では「もし彼にセイバートロンモードがあったら」という設定で限定トイが発売されている。トイ自体はビースト版と同じくチータスのリペイントで、『ギャラクシーフォース』のスキッズの頭部を変更したもの。
空中偵察員 エアラザー / Airazor
声 - 岩永哲哉 / ホーライン・ニューストーン
第12話でタイガトロンと同様の経緯を辿り、ハヤブサをスキャンして誕生した戦士。タイガトロンと違いポッドは落下時に損傷してしまい、危険な状態だったが、ライノックスの懸命な修復作業で無事に誕生した。サイバトロンでは数少ない飛行能力を有し、カメラアイによる偵察が主任務。性格は穏やかかつ純真だが、辛らつなツッコミもする。自然を愛するため、同様の性格を持つタイガトロンと共に行動することが多いが、「基地は性に合わない」と零すタイガトロンと違い、特に合わない素振りは見せていない。誕生の際にはチータスのチップを使用したため、彼とは肉親のような精神的繋がりを持つという。
海外版では女性トランスフォーマーだが、日本語訳の段階で男性に変更された。一人称は「僕」で、掛け声は「ハイヤー！」。
武器は腕から放つダート型ミサイル、エアニードル。超高速で飛行して、ソニックブームを起こすことも可能。
タイガトロンと同じ理由で、玩具ではセイバートロンモードが作られ、『スーパーリンク』のストームジェットのリデコである双胴ジェット。
コンピューター（サイバガード）
声 - 飛田展男、長島雄一（第6話、第9話）、三木眞一郎（第18話） / イアン・ジェームズ・コーレット
ポッドやサイバトロン戦士の体内などのコンピューターの音声。日本語版では時折、命令を下した人物の口調を真似ることもある。

### デストロン / Predacons
破壊大帝 メガトロン / Megatron
声 - 千葉繁 / デビッド・ケイ
初代メガトロンの後継者を名乗るデストロンのリーダー。ティラノサウルスに変身する。
デストロン全軍を統べているわけではなく、どの組織にも属さない異分子である。休戦状態だったデストロン本部で反乱を起こし、サイバトロンからゴールデンディスクを盗み出すと共に仲間を連れ逃亡。紆余曲折を経て仲間を連れ惑星エネルゴアに不時着。デストロンの復権、全宇宙の支配を企む。
冷酷残忍な性格だが、ユーモアもある。味方の一部（特にテラザウラー、ブラックウィドーなど）からはあまり頭は良くないと思われているが、いち早くエイリアンの存在に気づくなど、実際は知略に富み、常に謀略を巡らせている。一人称は「俺様」だが「私」「メガちゃん」を使うときもある。海外版では「イエ〜ス」を口癖としている。
武器は右手のティラノフェイスの口から発射する光線レーザー・バスター。左手のティラノテイルはハサミの「デス・クロー」とミサイルになる。両腰からはミサイルのプラズマ・バスターを発射。
自室にはゴールデンディスクの他に、棚に初代メガトロンの「融合カノン砲」とジェットロンの化石化した頭部が飾られている。ビーストモード時の牙を歯ブラシする光景も見られた。
前日談でのセイバートロンモードはミサイル装甲車（書籍「トランスフォーマー　アルティメイトガイド」では「移動要塞」と記述されている）で、トイは『ギャラクシーフォース』のファストガンナーのリデコ。
公式の玩具キャラクター紹介やロボットマスターズなどにおいては、他作品のメガトロンとの区別をつけるために「ビーストメガトロン」と呼ばれることがある。なお、劇場版『ライオコンボイ危機一髪』では名前が出るが、彼を指しているか他の同名キャラクターを指しているかは不明になっている。
日本語版では元来のユーモラスさとアドリブ路線に加え、「カーッ、ペッ!」と時折、痰を地面に吐き出すセリフもある。
砂漠戦闘指揮官 スコルポス / Scorponok
声 - 遠藤雅 / ドン・ブラウン
サソリに変身する副官。メガトロンへの忠誠心は本物であり、テラザウラーに破壊されたメガトロンを修理したり、テラザウラーが下剋上でボスになった時は「デストロンのボスはメガトロン様だけだ」と文句を言っている。日本語版では不良のように「オラオラ！」と叫び、コギャルの如く語尾を延ばす癖もある。海外版ではセリフの言い回しから愚鈍な性格に設定されている。自分の地位を利用して仲間をこき使うが、不運があるとメガトロンにすがりつく泣き虫である。日本語版ではサイバトロンに寝返ったダイノボットを羨んでいる描写がある。
日本版では語られなかったが、メガトロンが彼を副指揮官にしている理由は、絶対に裏切ることのない馬鹿だからであるようで、多くのデストロンは彼のことを小馬鹿にしている様子が窺える。
主な武器はサソリの尾から出す毒や右腕の大バサミより発射する2連装のポイズンミサイルがある。ミサイルだけあり、威力は絶大でダイノボットやチータスをダウンさせたこともある。その他にも、偵察機能やウイルスを搭載した昆虫型メカサイバー・ビーを装備している。尻尾の毒針を飛ばすことも可能。化学技術にもそこそこ詳しく、メガトロンがダイノボットのクローンを生み出した際には助手のような役割を果たした。
セイバートロンモードはホバークラフト。
空中攻撃兵 ワスピーター / Waspinator
声 - 加藤賢崇 / スコット・マクニール
ハチに変身する。同じ飛行能力を有するテラザウラーと行動を共にすることが多い。のんびり屋で、戦闘ではよくやられている。デストロンにいるのは、メガトロンと契約したからであり、それゆえに仲間たちのような野心や忠誠心は見られない。メガトロンのことは「いつかギャフンと言わせたい」らしいが、自分がデストロンのリーダーになる気はないらしく、テラザウラーの下剋上が起こったときも、メガトロンをリーダーと認めていた。
武器はミサイルランチャーにもなるビービー・ショット、目からはワスピレーザーを発射。羽音は妨害電波と相手を麻痺させるビービー・ウイングにもなる。
日本語版では語尾に海外版でも使う言葉「ブーン」を付け、一人称は「ぼくちゃん」だが、稀に海外版同様に自分の名前を一人称に使うときもある。ブラックウィドーに対して先輩風を吹かせたことがある。
第21話で、スタースクリームのスパークに憑りつかれ、スタースクリームに操られてしまう。最終的にはスタースクリームから解放されたが、憑依されていた時のことは覚えていなかった。また、憑依中はデストロンエンブレムが旧デストロンのものに変化した。
前日談でのセイバートロンモードはジェット機で、トイは次作『BWII』に登場したダージのリペイント
空中戦闘兵 テラザウラー / Terrorsaur
声 - 飛田展男 / ダグ・パーカー
プテラノドンに変身。デストロン軍の空中戦力の一角を担う。気障な性格で自惚れ屋だが、頭はキレるほう。野心家であり、リーダーの座を狙っているが、そのたびに失敗する。
日本語版では語尾に「〜ザンス」と付ける。たまに「カァ〜」と言う。
武器は拳銃のテラー・ビームガン、目から放つアトミックビーム、肩のテラーミサイル。飛行能力に関しては、スピードにも優れていることから空中戦と回避能力に関しては特筆するものがある。だが、火力は低いために、総合的な戦闘能力はあまり高くない。ただし、後述のパワーアップ時には、攻撃力も向上し、ショルダーキャノンもエネルゴンキャノンに強化された。
エネルゴンの空中山脈でパワーアップし、メガトロンを圧倒して破壊したこともある。
セイバートロンモードはジェット機で、トイはユナイトウォリアーズ版エアーライダーのリデコ。
忍者兵 タランス / Tarantulas
声 - 長島雄一 / アレック・ウィロウズ
クモに変身する陰湿な性格の技術者。単独行動が多く、基地から離れた場所に独自に秘密の研究所を設けている。メガトロンに対して何やら含むところがあるようで、常に何かを企んでいる節があるが一流の科学技術を持つためメガトロンも彼を手放せない。惑星エネルゴアの異変に誰よりも早く気づいていた。
武器は、8本のクモの脚が変形した八門のラウンドマシンガン。ビーストモード時の腹部後部が変形したタランスショットからは斧型アンカーも発射。第3話でのラットル戦では、小型のロケットランチャーも使用。ロボットモード時の頭部には相手の体温（機体から発するエネルギー）を感知するサーモスキャンがある。
一人称は「アタチ」（稀に「俺」）で、口癖の語尾は「〜ッス」何かを企んでいるときは「ウヒャヒャヒャヒャ」と不気味な笑い声を上げ、銃を撃ちまくる際は高笑いをする。かぎ爪のようになっている手は、クモをスキャンする前は普通の形だった。エネルゴン・クリスタルを小さく分けることも可能だが、劇中では披露されなかった。
エイリアン襲撃に逸早く気づいており、救命ポッドを利用して脱出を図ろうとしたが、メガトロンの命を受けたインフェルノの手で黒焦げにされてしまう。だが、息絶えてはいなかったことから精神リンクしてきたブラックウィドーの行動を逆手に取り、彼女の精神にサイバーリンクを張って、操ることが可能になった。
セイバートロンモードはバイクで、トイは『ジェネレーションズ』のスクラップヒープのリペイント。。
諜報工作員 ブラックウィドー / Blackarachnia
声 - 永椎あゆ美（現：柚木涼香） / ヴィーナス・ターゾ
8話で誕生。サイバトロンのプロトフォームだったが、落下後にタランスのプログラム書き換えでデストロンとして誕生した女戦士。タランスの趣味でジョロウグモ（外見はセアカゴケグモに近い）のビーストモードになったが、本人は気に入っているらしい。一人称は「あたし」で、よく「しゃ〜！」と叫ぶ。
ずる賢く、自惚れ屋なため、味方からも警戒されている。遺跡の力でパワーアップし反乱を起こすなど、野心家でもある。スタースクリームが参戦したときは彼の側に付いたが、内心は不信感を持っていたらしく最終的にはサイバトロンと共闘する形でスタースクリームを撃退。メガトロンも一度は制裁を考えたものの、結果的にデストロンも救ったため、お咎めなしで許された（彼女自身は、スタースクリームの本性を探るために裏切った振りをしていただけと主張していた）。タランス同様、八本のクモの脚から撃つネオラウンド・マシンガンやワイヤーつきのボウガン・アンカーショットが武器だが、蹴りによる格闘戦も得意とする。
地上攻撃指揮官 インフェルノ / Inferno
声 - 三木眞一郎 / 英 - ジム・バーンズ
18話で誕生。サイバトロンのポッドのプログラミングチップを、タランスがデストロンのものと交換してデストロンとして誕生した（シェルプログラムによって書き換えられたブラックウィドーとは異なるケース）。タランスはクモの戦士として誕生させるつもりだったが、スキャン装置が先にアリを探知したためにアリの戦士となった。その影響か、誕生時に思考回路をアリの本能に支配されてしまい、自分を女王アリに仕える兵隊アリに、ポッドを自分の巣と思い込んでいた。そのため当初はポッドに手を出す者に対して見境なく攻撃したが、サイバトロンにポッドを破壊され、自らもバラバラにされたのちデストロンに回収され基地に運ばれる。その後はメガトロンの命令に忠実（インフェルノにとってメガトロンが女王アリにあたるため）な戦士となった。二丁の拳銃インフェルノ・キャノン、火炎放射インフェルノ・ファイヤーを武器とし、戦闘能力が高い。ロボットモードではアリの腹部が変形したヘル・ジェットによる飛行能力も有し、ワスピーターとテラザウラーと共にデストロンの空中戦力要員となる。口癖は「ごっつんこ」。初登場時のみ「〜でアリんす」などの廓詞を使っていた。
ナビ子 / Predacon computer
声 - 柚木涼香 / エリザベス・キャロル・サヴェンコフ
デストロン戦艦やデストロン戦士の体内に内蔵されているコンピューター。ナビ子という名前は日本語版独自のもので、陽気な口調で、デストロン戦士や他のアニメキャラや実在のタレントのものまねをやることも。
「トランスフォーマー博×横浜コラボレーション［横浜ディセプティコン秘密基地］キャンペーン」のコミックでは、ワープ用の新しいボディを与えられイルカから女性トランスフォーマーに変身する。
クローンダイノボット / Clone One
声 - 藤原啓治 / スコット・マクニール
第17話に登場。メガトロンがサイバトロン基地制圧のために作りだしたダイノボットのダミー。外見はダイノボットとまったく同じだが、完全な生身の恐竜であり、ロボットモードになれない。
性格は本物とは正反対で卑怯者。本物よりも若干高い声で、「〜でぃ」と江戸っ子風な語尾の喋り方をする。サイバトロンを上手く騙し基地に潜入するも、最期は本物と対決し喰われてしまった（なお、彼の皮はダイノボットの部屋に飾られており、メタルス8話で確認できる）。
日本語版のメガトロンのセリフではピーマンとキャベツの千切り、みりん（少々）、塩コショウが材料として挙げられている。

### その他のキャラクター
スタースクリーム / Starscream
声 - 矢尾一樹 / ダグ・パーカー
第21話に登場。元々はセイバートロン戦争で活躍した旧デストロンの航空参謀。ユニクロン戦争でまた裏切り行為をし、その後はデストロンの新リーダーに任命されたところをガルバトロン（初代メガトロン）の攻撃で破壊されスパーク（魂）だけの存在となり、宇宙を彷徨ううちに時の流れを超えてエネルゴアに漂着する。ワスピーターに憑依しメガトロンに恭順、アクサロン占領作戦を見事に成功させるが、直後にブラックウィドーを引き連れて反乱を起こす。しかし、サイバトロン戦士とブラックウィドーの活躍によって計画は失敗に終わり、ワスピーターがエネルゴンの爆発により爆散する形でスパークは分離され、再び宇宙を彷徨うこととなった。
自惚れ屋で傲慢な性格は相変わらずで、ダイノボットとブラックウィドーはその悪行三昧の歴史を聞き知っており、未来のトランスフォーマーであるビースト戦士たちにも嫌われ者となっていた。彼が取り憑いている間、ワスピーターの頭部にあるデストロンのエンブレムは旧デストロン（ディセプティコン）の物に変化していた。
ゲストキャラクターであるが、『トランスフォーマー ビーストウォーズメタルス64』の北米版ではプレイヤーキャラクターとして登場している。
エイリアン
声 - 中村秀利 / ブルー・マンクマ（共にユニクロン時）
惑星エネルゴアに様々な遺跡を残していた謎の存在。コンボイの記憶をスキャンし、トランスフォーマーたちが最も恐れる存在「ユニクロン」の顔で意思を伝える。一部のムックでは役割が「悪徳宇宙人エイリアン」となっている。
オープニングナレーション（1、2話）
声 - 下町兄弟
3話以降はそれぞれのキャラクターたちが担当。

## 設定・戦力

### サイバトロン関連
アクサロン
サイバトロン部隊で最速を誇るといわれている、トランスワープ（時間移動）航行が可能な超大型調査用宇宙船。「サイバー・ファルコン」型に分類される。船内には、船全体のコントロールを司るコンピュータ・「サイバガード」と、C/Rチェンバー（再生カプセル）を備えたメインルームのほか、乗員用個室、ステイシス・ポッドを搭載した格納庫などが置かれ、捕獲装置などの防御システムが設置されている（ラットルとダイノボットの揉め合いの末に暴走したことが一度ある）。船外には上部甲板に搭載された大型のプラズマキャノン砲、「オートウェポン」と呼ばれる複数の自動機銃、船体を覆う防御シールド、スキャナーを装備し、さらに船内にいる乗組員にエネルゴン・フィールドの干渉を防ぐガードコイルが取り付けられている。スピード面に関しては上記にも書いてあるように最速を誇り、テラクラッシャーを追跡できる程の性能を持つ。
テラクラッシャーを追跡し、トランスワープしたが、敵側の攻撃を受けて第7セクターと誘導装置と安定装置が故障しエネルゴアに墜落。真下に川が流れる岩山に不時着し、飛行および惑星外への通信が不能となってしまい、以降コンボイたちサイバトロンの拠点となる。
一度デストロンが壊滅したと騙された際に、テラクラッシャーの部品を奪って飛行可能なまで修理。帰還準備を進め離陸したが、デストロンの作戦で本船を奪われそうになり、結果墜落してしまい、再び飛行不能となってしまった。
ステイシス・ポッド〈救命ポッド〉
他惑星に探査要員となるプロトフォームを送り込むためのカプセル。
プロトフォームの他、着陸用のレトロ・スラスターとスキャナー、トランスフォーマーのプログラミング装置とスパークを搭載する。
アクサロンがエネルゴアへ墜落する直前、エネルゴンの力が届かない衛星軌道上に多数放出。稀に地上に落下してきて、サイバトロンとデストロンが新たな仲間を得るための争奪戦を展開。
エイリアンがエネルゴアを滅ぼそうとしていることを予見したタランスはアクサロン内のステイシス・ポッドを強奪。それを脱出用の宇宙船に改造するもコンボイ（とメガトロン）がプラネットバスターを破壊するための特攻用武器として使われることになった。
アームレット型無線機
エネルゴアでの通信範囲を拡大化すべく、ライノックスが1ヵ月かけて開発したアームレット型の無線機。チータスがテストを行い、従来の通信範囲を超えていることを証明したが、テストの最中、メガキャノンを回収中のスコルポスを発見。コンボイやライノックスの指示を無視し、戦闘に突入。タランスに気を取られている隙にスコルポスの攻撃を受けて破損。新しい部品がないために修理も再生産もできなかった。
サーベイ・ポスト〈探査装置、如意棒〉
サイバトロンのテラクラッシャー爆破作戦の際、デストロンのエナジー・シグネチャー（エネルギー波）を探知するために作られた装置。ホッケー・パック程度の大きさから棒状に伸縮する。
設置作業の際にチータスが誤ってエネルゴン結晶に打ち込んでしまい、不安定エネルゴンとの相互作用で偶発的に転送装置を形成、通信機を介して両軍の基地を転送ルートで結んでしまった。
サイバトロニクス
いわゆる“サイバトロン文字”。日本語に酷似している。
シグナル・アレイ
テンポラル・プローブに信号を発信する信号塔。セイバートロン星から送られてきたテンポラル・プローブがエネルゴアの衛星軌道上に接近していると知ったサイバトロンによって妨害電波が少ないデストロン陣地の岩山に設置され、信号を発信しセイバートロン星に救援を求めようとしたが、デストロンによって執拗に妨害され、最後はメガトロンのミサイルで破壊されてしまい、信号を発信できずに終わってしまった。
テンポラル・プローブ〈探査機〉
行方不明のアクサロンが、もはや通常宇宙にいないと判断したセイバートロン本星の指示によって送り出された時空探査機、あるいは航時探査機。エネルゴアの衛星軌道上に接近したが、サイバトロンの活動が妨害され、失敗した直後にエネルゴアから離れてしまった。
フィールド・ダンパー〈エネルゴン除去装置〉
エナージョン・フィールドからトランスフォーマーの身体を守るための緩衝装置。
パワーシールド
アクサロン再浮上の際、デストロンに追われるダイノボットを救出するため、コンボイとチータスが使用した大型の盾（コンボイの顔の輪郭に似ている）。
ライノックスの“くしゃみ”から身を守る際にも、多数持ち出された。
ロッキング・チップ〈ロック用チップ〉
トランスフォーマーにステイシス・ロック状態をもたらす安全装置。エネルゴン波のために危険にさらされたエアラザーのプロトフォームを凍結固定する際、ステイシス・ポッドに備えられたロッキング・チップが破損していたため、チータスのものを転用した。
メンタル・ターゲッティング・グリッド〈座標〉
射撃シミュレーション用の、トランスフォーマーの脳裏に表示される共通フォーマットの標的座標図。視覚機能を失ったサイバトロンが戦う際、射撃方向のガイドとして使用した。
再生カプセル
戦闘等で負傷したサイバトロン戦士の修復装置。
サイバトロン年代記　
“グレートウォー”の時代をはじめセイバートロン星の歴史が記されたデータベース。「テープブック」版も存在する。

### デストロン関連
テラクラッシャー
メガトロンらデストロンがゴールデンディスクとともに奪取した宇宙戦艦。アクサロン同様にトランスワープ航行が可能。船内には船を管理するナビゲーション型コンピューター・ナビ子や再生プール、「ガーディアン・アルファ」という防御システムが設置されているメインルームのほか、スキャナーやオイル風呂（トランスフォーマーには快適なものらしい）などもある。舷側に2連装サイドガンを数門装備している。
奪取直後にそのまま逃走用に乗艦してトランスワープ。エネルゴアの衛星軌道上でアクサロンの反撃を喰らってエネルゴアへ墜落（この際に主翼の片方がもげている）。辺り一面にマグマが煮えたぎる地帯に傾いたまま不時着して飛行不能となり、以降デストロンの拠点となる。船内の床のほとんどがマグマに覆われたため、船内を移動する際には浮遊する足場が使用される。
スパイダーボット
タランスのアジト内を徘徊している小型ロボット。複数存在し、『メンテナンス・ボット』や『フラッシュライト・スパイダー』などの呼び名を持つ。
トランスフォーメーション・ロック・レンズ〈ロックビーム〉
タランスが開発した、トランスフォーマーを強制的にビーストモードへ引き戻し、そのまま再変形を不能にする装置。空中浮遊しながら動き、補足した対象の攻撃を素早くかわしつつ、前述の効果を持つビームを放つ。サイバトロンの無人探査機との通信を妨害する際に使用されたが、最後はチータスの不意打ちで破壊された。
トランスミューター〈デストロン変換器〉
サイバトロンのプログラムを瞬時にデストロンのものに改変する装置。ライノックスをデストロン化した。
トランスフィッシング〈再変換〉
上記のトランスミューターの効果を逆転する装置。ライノックスをサイバトロンに戻した。
リプログラム
トランスフォーマーの精神プログラムを書き換えること。主にデストロンが敵を洗脳することを言う。
ECMアレイ
マグナ・パルスを発してデストロン・サイバトロン両軍全ての電子機器をシャットダウンさせる装置。タランスが使用した。
エナージョン・ディスチャージ・ウイルス〈エネルギー放出ウイルス〉
タランスが開発した、トランスフォーマーの体内からエネルゴンを放出させるウイルス。くしゃみと共に吹き出されるエナージョン・ボルトは、かなりの破壊力を有する。ライノックスが感染し生命の危機に陥るが、デストロンから奪取したワクチンによって回復した。
再生プール
負傷したデストロン戦士の修理用装置。

### 両勢力共通
プロトフォーム
トランスフォーマーの素体。惑星エネルゴアにおいては、有機生命体をスキャンすることで、ビースト戦士が誕生する。
適合生命体スキャン
トランスフォーマーが変形モードを獲得したい対象の生命体に、スキャナーから「スキャンビーム」を照射することで、その対象物が持つ形状や機能、遺伝情報といったデータを瞬時に解析・読み込み、身体を再構成する工程。動物ならば化石でもスキャン可能。
ステイシス・ポッドの中から生まれるプロトフォームの場合、すでにいる仲間が意図的に何にスキャンするか決めることもできるが、何もしなければスキャナー自ら近くの生命体をスキャンする。
ゴールデンディスク
セイバートロン星の公文書館に保管されていたディスク。地球人が打ち上げた宇宙探査船・ヴォイジャーに乗せられた物と同一である。2枚存在し、そのうち1枚をメガトロンが奪い去った。「エネルゴンの源泉」のありかが記されている。後にデストロンはエネルゴアにてエイリアンが作ったゴールデンディスク・通称『エイリアンディスク』も手中に収める。
コムリンク
トランスフォーマーの内蔵式通信装置。主に胸部と手首に装備されている。
データトラックス
データファイルを意味する単語。
パワーガントレット
決闘の場合に、敵の足元へ投げられるもの。サイバトロンとデストロンの最初の全面対決の直前、チータスに不意打ちされたメガトロンが「〜は投げられた」と宣言した。
プログラミング・チップ
プロトフォームの起動時に、外部からトランスフォーマーの人格や知識の情報を送り込むためのチップ。通常はステイシス・ポッドのコンピュータに搭載され、正常な起動プロセスを経たプロトフォームは、ほぼ完成された人格と知識を備えた状態で誕生する。
シークェンサー・プログラム　
プロトフォームに、他惑星の原住生命体から得た生命情報を入力し、トランスフォーマーの完成体とするためのプログラム。
チップ・エクストラクター
ロッキング・チップを除去する際に用いる工具。ライノックス、タランスが使用。
トランスワープ・セル〈ワープ転換装置〉
トランスワープに必要な装置。テラクラッシャーのスペースドライブ機関を構成する、小型のトランスワープ装置。

### エネルゴア関連
惑星エネルゴア
サイバトロンとデストロンが漂着し、エネルゴンを巡る戦いの舞台となる惑星。惑星全土に渡って大自然が広がり、多くの野生動物が生息している他、2つの衛星（月）を有している。膨大な埋蔵量のエネルゴン・クリスタルが存在しているが、地上には強力なエネルゴン・フィールドが発生しており、トランスフォーマーにとって危険な環境を形成していた。そのため、現地の野生動物に姿を変えることになり、基地の外では3分間しかロボットモードで活動することができない（エネルゴンの影響が特に強い場所では数十秒程しか活動できない）。謎の遺跡も多く存在している。
その惑星の正体は『メタルス』で明かされることとなる。
エネルゴン
G1からの伝説である、トランスフォーマーの主要動力源。
エネルゴン・クリスタル
純粋かつ不安定なエネルゴンの結晶で、強大な力を持ったエイリアンによって、エネルゴア全土には膨大な量の天然のエネルゴン・クリスタルが埋設されている（一般的にこのエネルゴン・クリスタルは、“天然のエネルゴン”とされる）。エネルゴンはトランスフォーマーたちにとって必要な物だが、このクリスタルのパワーは不安定なため、彼らが利用する際には注意が必要である。
浮遊山
エネルゴンの影響により浮遊していた巨大な岩山。多くのエネルゴン・クリスタルが存在する。テラザウラーが偶然発見し、ここのエネルゴンのエネルギーを吸収してパワーアップしたが、最後はラットルが仕掛けた複数の爆弾で大爆発し跡形もなく消失した。
エイリアン・サイト
エイリアンによってエネルゴア各地や衛星軌道上に用意された特殊なサイト。多くのサイトに部外者のための罠が仕掛けてある。
スタンディング・ストーンズ　
ストーンヘンジに酷似した遺跡。石が積み上げられた中央部の地底に大量のエネルゴンが埋まっている。エイリアン・プローブを中央部に配置することで、知的生命体を研究する装置となる。
エイリアン・プローブ
エイリアンによって使用される、有機体と環境上のデータを集めるための大型装置。スタンディング・ストーンズからエネルギー波が放たれ、宇宙からエイリアンがスタンディング・ストーンズに送り込んだ。
光線を放って調査に現れたコンボイの体を分子レベルにまで分解して取り込み、トランスフォーマーたちの情報を収集したが、ライノックスたちの活躍でコンボイは脱出。その後この装置は消滅した。
ブリガドゥーン
巨大な浮遊島。黒雲に覆われた島内はどんな環境にも左右されない独自の生態系が築かれており、各所に描かれたマークに接近すると自然を利用したトラップが作動し侵入者を撃退するようになっている。また、島内の侵入者の武器の使用を感知すると自動的に攻撃を加えるビーム砲が上部に備わった塔も建設されているが、塔内部は島全体のコントロールも司る中枢でもある。
サイバトロンとデストロンの調査・戦闘の末にブラックウィドーが塔内部を占拠。黒雲が振り払われた島全体を操ってサイバトロン基地を攻撃しようとしたが、タイガトロンが中心部を破壊したため島は墜落して崩壊した。
ペデスタル
四角い台座状の敷石。中央に安定状態のエネルゴン・クリスタルを配し、これがフィールド・ジェネレータとなってバイオ・ドームを形成。その後、ここから第2の月へ光線を放ち、プラネットバスターへと変貌させた。
プラネットバスター
エイリアンの惑星破壊装置の別称。劇中では、プラネットバスターの名は出てこず、「エイリアンマシン」と呼ばれた。エネルゴアの衛星である第2の月の正体であり、エネルゴアに向けて光線を発射し惑星の温度を急上昇させエネルゴン鉱脈を全て爆発させ、そのエネルギーでエネルゴアを破壊しようとした。コンボイが操縦するステイシス・ポッドが砲の内部に突入したことで破壊され消滅した。

### その他
トランスワープ・シグネチャー〈ワープスピード〉
トランスワープ使用時に、空間に残されるワープの痕跡。メガトロンらが乗り込んで逃亡したテラクラッシャーのワープ航跡を追尾ロックできたのは、アクサロンだけであった。
トランスワープ・マトリクス　
超時空航行の際、通常空間に開かれる「ワープ基盤」。宇宙船はここからトランスワープ・ワームホールへと突入する。

## 日本における展開
原語版には本来、トランスフォーマー旧シリーズ（アメコミ版の設定も含む）との連なりや、惑星エネルゴアで両軍の行動を伺う第3勢力「エイリアン」の存在などの複雑な設定が絡んでいたが、日本放送版では両軍の名称を旧シリーズ同様「サイバトロン」「デストロン」（原語版ではそれぞれ「Maximals」「Predacons」）とするなど、日本版における名称のほとんどが使用されているほか、オプティマス・プライマル（Optimus Primal）の名前も“コンボイ”としている。変形の際の掛け声も原語版では両軍異なるが、日本語版では「変身」に統一されている。
当時、販促担当だった大野光仁によると、「子供たちに感情移入できるのか?」と心配し、当時のタカラのスタッフで録音した音声をラジカセから流して、映像を子供たちに見せると、子供たちが受けたという。「面白おかしくやるのがいいんじゃないのか?」という意見が上がり、『ミュータント・タートルズ』（テレビ東京版）の縁で音響監督に岩波美和が参加。声優陣によるアドリブを盛り込んだコメディタッチな脚色がなされた。番組放送前のアイキャッチでは、画面編集と、他番組や時事ネタなどを扱ったセリフをキャラクターに話させるなど、翻訳作品の範囲を超えた独特の雰囲気となっている。この手法は注目を浴び、出演者は後の現場で「ビーストウォーズ見てました」とたびたび声をかけられるようになったほか、チータス役の高木渉は『冬のソナタ』の吹き替えの仕事で、スケジュールの都合で一緒にアフレコすることができなかった萩原聖人が「次のゲストの高木渉さんってビーストウォーズに出てた人でしょ?会いたかった」と周囲に漏らしていたことを他の出演者から聞いたという。また、本作品に出演したいという声優も多くいたが、音響監督の岩浪美和は「これはセンスと技量を相当問われる仕事」であるとしてその多くを断っていた。また千葉繁によれば、「当初はテレビ放送を想定していない」と聞いており、岩波からも「ちょっとずつキャラクターを崩していってよ（笑）」との指示があり、デストロン側からキャラが崩れて、調整室にいた関係者からも好評だった。
また、ラットルが「人生ってのは、"人が生きる"って書いて人生なの。オイラ、ネズミだからネズミ生」という洒落にテロップが流れ、それに対してエアラザーが「バラエティじゃないんだからテロップ出すなよ」とツッコミを入れるなど、ギャグにあわせての編集まで行っている。
2か国語放送ではなくステレオ放送だったのも、日本版独自の演出が多いことに起因するものである。
加えて、この作品と『メタルス』は元々は1つの作品だったが、当時海外では『メタルス』が展開中で日本放送が間に合わなかった。そのため、日本オリジナルの『ビーストウォーズII』と『ビーストウォーズネオ』を挟み放送することとなった。最終回放送直後、抗議の電話が殺到した。
日本語版の共同提供をタカラトミーとトランスグローバルが、原語版の共同提供をハズブロジャパン（ハズブロ・エンターテインメント）とWildBrain ジャパンがそれぞれ担当している。

## 玩具
テレビ放送前の先行販売を経て変形玩具も発売された。ビースト/ロボットの変形に加えて、関節の可動範囲やアクションギミック機構など完成度が高い。また玩具オリジナルの戦士や、色違い・あるいは特典付の限定版も発売された。
大野光仁によると「ハチやネズミといったある種グロテスクに見えるものが国内でヒットするのか?」という不安から、実際の子供たちからの反応を調査。子供たちの反応は思ったよりよく、「新しい、面白い」と喜んでもらえたとのこと。
この玩具展開の大きな特徴として、各トランスフォーマー単体のほか、サイバトロン、デストロン各1体の「対決」セットが販売された（これは後のシリーズも同様）。

### サイバトロン
- C-1 コンボイ（サイズ：Ultra）（1997年7月発売）
  - コンボイ（スケルトンタイプ）

トイザらス限定販売。
  - バーニングコンボイ

劇場版公開記念に限定販売。次作『ビーストウォーズII 超生命体トランスフォーマー』の映画版『ライオコンボイ危機一髪』の作中においては、本作品のコンボイが「エネルゴンマトリクス」の共鳴で変化した姿として登場する。
- C-2 ホワイトクロー（サイズ：Mega）（1997年7月発売）
- C-3 チータス（サイズ：Deluxe）（1997年7月発売）
- C-4 ダイノボット（サイズ：Deluxe）（1997年7月発売）
- C-5 ラットル（サイズ：Basic）（1997年7月発売）
- C-6 コンボバット（サイズ：Basic）（1997年7月発売）
- C-7 ライノックス（サイズ：Deluxe）（1997年10月発売）
- C-8 タイガトロン（サイズ：Deluxe）（1997年11月発売）

C-3 チータスのリデコアイテム。
- C-9 ハウリンガー（サイズ：Deluxe）（1997年12月発売）
- C-10 エアラザー（サイズ：Basic）（1998年1月発売）
- C-11 サイバーシャーク（サイズ：Deluxe）（1998年2月発売）
- トランスフォーマー ビーストウォーズ エッグビースト
  - EC-1 エッグレオ
  - EC-2 エッグバード
  - EC-3 エッグボット
- レイザーバック（サイズ：Basic）

一部日本版カタログで販売を告知されていたが未発売となった。

### デストロン
- D-1 メガトロン（サイズ：Ultra）（1997年7月発売）
- D-2 スコルポス（サイズ：Mega）（1997年7月発売）
- D-3 ワスピーター（サイズ：Deluxe）（1997年7月発売）
- D-4 タランス（サイズ：Deluxe）（1997年7月発売）
- D-5 テラザウラー（サイズ：Basic）（1997年7月発売）
- D-6 メガリゲーター（サイズ：Basic）（1997年7月発売）
- D-7 シャドーパンサー（サイズ：Deluxe）（1997年10月発売）

C-3 チータスのリデコアイテム。
- D-8 ブラックウィドー（サイズ：Deluxe）（1997年11月発売）

D-4 タランスのリデコアイテム。
- D-9 バズソー（サイズ：Deluxe）（1997年12月発売）

D-3 ワスピーターのリデコアイテム。
- D-10 クワガイガー（サイズ：Basic）（1998年1月発売）
- D-11 インフェルノ（サイズ：Mega）（1998年2月発売）
- トランスフォーマー ビーストウォーズ エッグビースト
  - ED-1 ダークエッグレオ
  - ED-2 ダークエッグバード
  - ED-3 ダークエッグボット
- イグアナス（サイズ：Basic）

一部日本版カタログで「イグナー」の名称で販売を告知されていたが未発売となった。後に「イグアナス」としてキャンペーンで抽選プレゼントされた。

### 対決セット
- VS-1 最強ビーストの対決 コンボイVSメガトロン（1997年7月発売）

コンボイとメガトロンのセット。
- VS-2 北極の対決 ホワイトクローVSスコルポス（1997年7月発売）

ホワイトクローとスコルポスのセット。
- VS-3 最速の対決 チータスVSワスピーター（1997年7月発売）

チータスとワスピーターのセット。
- VS-4 凶暴の対決 ダイノボットVSタランス（1997年7月発売）

ダイノボットとタランスのセット。
- VS-5 岩山の対決 ラットルVSテラザウラー（1997年7月発売）

ラットルとテラザウラーのセット。
- VS-6 アマゾンの対決 コンボバットVSメガリゲーター（1997年7月発売）

コンボバットとメガリゲーターのセット。
- VS-7荒野の対決 ライノックスVSシャドーパンサー（1997年10月発売）

ライノックスとシャドーパンサーのセット。
- VS-8  密林の対決 タイガトロンVSブラックウィドー（1997年11月発売）

タイガトロンとブラックウィドーのセット。
- VS-9 暗闇の対決 ハウリンガーVSバズソー（1997年12月発売）

ハウリンガーとバズソーのセット。
- VS-10 大空の対決 エアラザーVSクワガイガー（1998年1月発売）

エアラザーとクワガイガーのセット。
- VS-11 地獄の対決 サイバーシャークVSインフェルノ（1998年2月発売）

サイバーシャークとインフェルノのセット。
- VS-X1 火山の対決 アルマーVSスナッパー

アルマーとスナッパーのセット。火山弾を模した赤い玉が循環する舞台キットも付属。
- VS-S1 アマゾンの対決スペシャルバージョン

特別カラー版のコンボバットとメガリゲーターのセット。キャラクターカードによると、G1コンボイとG1メガトロンがビースト戦士になった姿。パソコンで遊べる特製CD-ROMも付属。

### 輸入版
日本国内の品切れ状態を補うために海外版商品にシールを貼り販売。

#### サイバトロン（輸入版）
- ビーブーン
- ボーンクラッシャー
- グリムロック
- ケーナイン
- クロージョー
- スナール
- レーザークロー（サイズ：Basic）

『映画版ビーストウォーズスペシャル 超生命体トランスフォーマー』公開時に劇場売店およびパンフレット通販限定発売。

#### デストロン（輸入版）
- トランスキュート
- ジェットストーム
- マンテラー
- レットラックス
- ドリルビット
- レーザービーク
- パワーピンチ
- スピッター（サイズ：Basic）

レーザークローと同じく映画公開時に劇場売店およびパンフレット通販限定発売。本体に添付されるシークレットエンブレムはデストロンのままだが、ヨーロッパ版ではサイバトロンとして発売されており、日本でもヨーロッパ版が輸入されている。

#### 後年の玩具展開
ロボットマスターズ
- RM-02 ビーストメガトロン
- RM-11 ビーストコンボイ
- RM-21 バーニングビーストコンボイ

マスターピース
- MP-32 コンボイ（ビーストウォーズ）
- MP-34 チータス（ビーストウォーズ）
- MP-32 コンボイ（ビーストウォーズ）伝説の総司令官Ver.
- MP-41 ダイノボット（ビーストウォーズ）
- MP-43 メガトロン（ビーストウォーズ）
- MP-46 ブラックウィドー（ビーストウォーズ）
- MP-50 タイガトロン（ビーストウォーズ）

KINGDOM
- KD-01 オプティマスプライマル
- KD-02 ラットトラップ
- KD-03 チーター
- KD-04 メガトロン（ビースト）
- KD-05 ブラックアラクニア
- KD-08 ダイノボット
- KD-09 エアラザー
- KD-13 ライノックス
- KD-17 スコルポノック
- KD-14 タイガトロン
- KD-20 ワスピネーター

レガシー
- TL-11 タランチュラス
- TL-20 プレダコンインフェルノ

対決セット（アゲイン）
アゲイン放送時に発売のセット。キングダム（ジェネレーション）版のリカラー。
- BWVS-01 恒久ビーストの対決（コンボイ、メガトロンのセット）
- BWVS-02 頑強の対決（ライノックス、スコルポスのセット）
- BWVS-03 瞬速の対決（チータス、ワスピーターのセット）
- BWVS-04 執念の対決（タイガトロン、ブラックウィドーのセット）
- BWVS-05 大絶叫の対決（ラットル、テラザウラーのセット)
- BWVS-06 逆心の対決（ダイノボット、タランスのセット）
- BWVS-07 忠臣の対決（エアラザー、インフェルノのセット）
- BWVS-08 幽幻の対決（ゴーストスタースクリーム、ホーンテッドワスピーターのセット)

## スタッフ
- 製作総指揮 - クリストファー・J・ブロー、イアン・ピアソン、スティーブン・デニューア、ステファン・ライチェル
- ストーリー・エディター - ボブ・フォワード、ラリー・ディティリオ
- プロダクション・デザイナー - クライド・クラッツ
- キャスティング - BLTプロダクション
- 音響監督 - スーザン・ブルー
- 音楽 - ロバート・バックリー
- プロデューサー - ジョナサン・グッドウィル
- 協力プロデューサー - ハーブ・ドーソン
- 制作 - メインフレーム・エンターテイメント、アライアンス・コミュニケーションズ（シーズン1・2）、アライアンス・アトランティス（シーズン3）
- 配給 - クラスター・テレビジョン

### 日本語版制作スタッフ

#### 1997年本放送
- 監督・脚色 - 岩浪美和
- 翻訳 - アンゼたかし
- 編集 - 横山義弘、益田伸彦、吉瀬弘一、鈴木歩
- 調整 - 蝦名恭範、住谷真、佐竹徹也
- 録音 - 新沼健一郎、堀田英二
- 編集・録音スタジオ - 東京テレビセンター
- 録音スタジオ - KSSスタジオ
- 音響制作 - ACクリエイト
- 配給 - イオン
- プロデューサー - 岩田牧子、佐藤幾夫、川嶋一美、梅下博文、沢玲子
- 製作協力 - 旭通信社
- 製作 - テレビ東京、イオン

キャラクタークレジットは、最初の2話のみエンディング中、各々が声を演じたキャラクターの口癖などが挿入されていた。番組のターゲットが幼年層であるためのアピールである。また、この「声優の名字と名前の間に言葉を挿入する」という手法は、本作品と同じく岩浪が音響監督を務めていた『ツインビーPARADISE』と同じである。
- コンボイ：子安（私が主役）武人
- チータス：高木（じゃん）渉
- ラットル：山口（ヤーッ）勝平
- ライノックス：中村（なんだな）大樹
- ダイノボット：藤原（ダーッ）啓治
- メガトロン：千葉（カーッ、ペッ）繁
- タランス：長島（ウヒャヒャヒャ）雄一
- テラザウラー：飛田（カァー）展男
- ワスピーター：加藤（ぶ〜ん）賢崇
- スコルポス：遠藤（おりゃ!）雅
- ナビ子：永椎（ラブリー）あゆ美

#### 2007年再放送
『魔弾戦記リュウケンドー』終了後のタカラトミー提供の番組枠において、その後の番組がないこと、新たな企画が間に合わないことなどの事情により、ビーストシリーズ10周年記念などの事情も相まって再放送が決定。同枠で短い期間ながら再放送が行われた。番組開始前の番宣は新たに子安によってなされている。
- 2007ビーストウォーズプロジェクト - 泉智也、鈴木勇人
- 配給 - we've、テレビ愛知、タカラトミー

再放送時のサブタイトルは以下の通り。括弧内は通常話数。新キャラが登場するエピソードは必ず放送されている。
1. （3）「チータスの危機」2007年1月7日
2. （7）「孤独な戦士タイガトロン」2007年1月14日
3. （8) 「クモ女のキック」2007年1月21日
4. （12）「ハヤブサ戦士エアラザー」2007年1月28日
5. （15）「メーク･ドラマだデストロン」2007年2月4日
6. （17）「ダイノボットが二人に?」2007年2月11日
7. （18）「地獄のアリ戦士インフェルノ」2007年2月18日
8. （19）「よみがえれビーストパワー!」2007年2月25日
9. （22）「ストップ･ザ･くしゃみ」2007年3月4日
10. （23）「さらばでござるタイガトロン」2007年3月11日
11. （21）「不死身のスタースクリーム」2007年3月18日
12. （16）「ライノックス大暴れ!」2007年3月25日

## 主題歌
オープニングテーマ - 「WAR WAR! STOP IT」
作詞・作曲・編曲 - BANANA ICE / 歌 - 下町兄弟
間奏の一部分に下町兄弟による合いの手を入れたバージョンがアイキャッチのジングルに使用された。
フルバージョンとは別の歌詞と既成の歌詞を組み合わせたバージョンが番宣CMで使用されている。
イントロ部分で、1話、2話は下町兄弟、3話以降はビースト戦士のうち1人による前説が挿入される。この演出は後の『メタルス』『アニメイテッド』『プライム』に引き継がれている。
最終話では、サイバトロンのレギュラー声優陣がこの曲を合唱した。
エンディングテーマ - 「FOR THE DREAM」
作詞 - 夏野芹子 / 作曲・編曲 - 藤沢秀樹 / 歌 - MICKEY-T
本編終了後に後提供テロップパートとCMを挟んでこの曲に入る。
エンディングで表記されるのは日本語版のキャストと制作スタッフのみで、原語版のスタッフは一切表記されない。(この演出は『メタルス』『リターンズ』も同様。)
最終話では、キャスト紹介に合わせてキャラクターが視聴者にメッセージを送った。

## 各話リスト
各話リストで括弧内は海外版話数。第13話、第14話は1時間スペシャルとして朝8時に放送。
| 話数     | サブタイトル                     | 原題                | 演出                                  | 脚本                                  | 放送日（米）   | 放送日（日）   | 収録VHS                                | 収録LaserDisc   |
| -------- | -------------------------------- | ------------------- | ------------------------------------- | ------------------------------------- | -------------- | -------------- | -------------------------------------- | --------------- |
| 1        | 超生命体トランスフォーマー登場!! | Beast Wars (Part 1) | イアン・ピアーソン                    | ボブ・フォワード                      | 1996年 9月16日 | 1997年 10月1日 | 第1巻 超生命体トランスフォーマー登場!! | サイバトロンBOX |
| 2        | 倒せデストロン                   | Beast Wars (Part 2) | スティーブ・ボール                    | ボブ・フォワード                      | 9月17日        | 10月8日        | 第1巻 超生命体トランスフォーマー登場!! | サイバトロンBOX |
| 3        | チータスの危機                   | The Web             | C.ミカエル・イーストン                | ラリー・ディティリオ                  | 9月18日        | 10月15日       | 第2巻 チータスの危機                   | サイバトロンBOX |
| 4        | 時限爆弾転送作戦!                | Equal Measures      | T.W. ・ピーコック                     | グレッグ・ジョンソン                  | 9月23日        | 10月22日       | 第2巻 チータスの危機                   | サイバトロンBOX |
| 5        | 消えたコンボイ                   | Chain of Command    | アンドリュー・ドゥセット              | ジェシー・ウィンフィールド            | 9月24日        | 10月29日       | 第3巻 消えたコンボイ                   | サイバトロンBOX |
| 6        | 空中山脈大爆破                   | Power Surge         | ニック・ケンドール                    | ラリー・ディティリオ                  | 9月25日        | 11月5日        | 第3巻 消えたコンボイ                   | サイバトロンBOX |
| 7        | 孤独な戦士タイガトロン           | Fallen Comrades     | スティーブ・ボール                    | ボブ・フォワード                      | 9月30日        | 11月12日       | 第4巻 孤独な戦士タイガトロン           | サイバトロンBOX |
| 8        | クモ女のキック                   | Double Jeopady      | マーク・シェーマン                    | ジェシー・ウィンフィールド            | 10月7日        | 11月19日       | 第4巻 孤独な戦士タイガトロン           | サイバトロンBOX |
| 9（11）  | 恐怖の新兵器!                    | The Probe           | クレイグ・ミラー マーヴン・ウルフマン | イズィキエル・ノートン                | 10月15日       | 11月26日       | 第5巻 恐怖の新兵器!                    | サイバトロンBOX |
| 10       | 殺人ウィルス                     | Gorilla Warfare     | ジェームズ・ボッシャー                | ロウビー・ゴーレン                    | 10月14日       | 12月3日        | 第5巻 恐怖の新兵器!                    | サイバトロンBOX |
| 11（9）  | さよならラットル!?               | A Better Mousetrap  | J.・ファルコナー                      | カレン・ウィルソン クリス・ウェバー   | 10月8日        | 12月10日       | 第6巻 さよならラットル!?               | サイバトロンBOX |
| 12（15） | ハヤブサ戦士エアラザー           | The Spark           | コーリン・ディビーズ                  | リー・ディティリオ                    | 11月11日       | 12月17日       | 第6巻 さよならラットル!?               | サイバトロンBOX |
| 13（16） | 浮島のデスマッチ（前編）         | The Trigger Part 1  | J.・ファルコナー                      | ボブ・フォワード                      | 11月18日       | 12月31日       | 第7巻 浮島のデスマッチ                 | デストロンBOX   |
| 14（17） | 浮島のデスマッチ（後編）         | The Trigger Part 2  | ミカエラ・ザブランスカ                | ボブ・フォワード                      | 11月19日       | 12月31日       | 第7巻 浮島のデスマッチ                 | デストロンBOX   |
| 15（12） | メーク・ドラマだデストロン       | Victory             | スティーブ・ボール                    | ウェンディ・リアドン                  | 11月1日        | 1998年 1月7日  | 第8巻 メーク・ドラマだデストロン       | デストロンBOX   |
| 16（13） | ライノックス大暴れ!              | Dark Designs        | オーエン・ハリー                      | イアン・ウェア                        | 11月4日        | 1月14日        | 第8巻 メーク・ドラマだデストロン       | デストロンBOX   |
| 17（14） | ダイノボットが二人に?            | Double Dinobot      | ジョン・ポーザー                      | ロウビー・コーレン                    | 11月5日        | 1月21日        | 第9巻 ダイノボットが二人に?            | デストロンBOX   |
| 18       | 地獄のアリ戦士インフェルノ       | Spider's Game       | ジェームズ・ボッシャー                | ラリー・ディティリオ                  | 1997年 1月6日  | 1月28日        | 第9巻 ダイノボットが二人に?            | デストロンBOX   |
| 19       | よみがえれビーストパワー!        | Call of the Wild    | ジョナサン・グッドウィル              | ボブ・フォワード                      | 1月7日         | 2月4日         | 第10巻 よみがえれビーストパワー!       | デストロンBOX   |
| 20       | ジャングルぐるぐる               | Dark Voyage         | スティーブ・ボール                    | サミュエル・ウォーレン・ジョセフ      | 1月27日        | 2月11日        | 第10巻 よみがえれビーストパワー!       | デストロンBOX   |
| 21       | 不死身のスタースクリーム         | Possession          | オーレン・ハリー                      | イアン・ウェア                        | 2月3日         | 2月18日        | 第11巻 不死身のスタースクリーム        | デストロンBOX   |
| 22       | ストップ・ザ・くしゃみ!          | The Low Road        | J.・ファルコナー                      | ボブ・フォワード                      | 2月10日        | 2月25日        | 第11巻 不死身のスタースクリーム        | デストロンBOX   |
| 23       | さらばでござるタイガトロン       | Law of the Jungle   | ジョン・ポーザー                      | マーク・レイレン＝ヤング              | 2月17日        | 3月4日         | 第12巻 さらばでござるタイガトロン      | デストロンBOX   |
| 24       | やつらが来る!                    | Before the Storm    | アダム・ウッド                        | ボブ・フォワード                      | 2月21日        | 3月11日        | 第12巻 さらばでござるタイガトロン      | デストロンBOX   |
| 25       | 恐怖の大王現る!                  | Other Voices Part 1 | コリン・デイビーズ                    | ボブ・フォワード ラリー・ディティリオ | 3月31日        | 3月18日        | 第13巻 平和を守るために…               | デストロンBOX   |
| 26       | 平和を守るために…                | Other Voices Part 2 | イズィキエル・ノートン                | ラリー・ディティリオ                  | 4月1日         | 3月25日        | 第13巻 平和を守るために…               | デストロンBOX   |

## 放送局
| 放送期間（または、放送体制）  | 放送時間           | 放送局           | 対象地域       | 備考            |
| ----------------------------- | ------------------ | ---------------- | -------------- | --------------- |
| 1997年10月1日 - 1998年3月25日 | 水曜 18:30 - 19:00 | テレビ東京       | 関東広域圏     |                 |
|                               |                    | テレビ北海道     | 北海道         |                 |
|                               |                    | テレビ愛知       | 愛知県         |                 |
|                               |                    | テレビ大阪       | 大阪府         |                 |
|                               |                    | テレビせとうち   | 岡山県・香川県 |                 |
|                               |                    | TXN九州          | 福岡県         | 現・TVQ九州放送 |
| 1997年10月13日 -              | 月曜 16:00 - 16:28 | テレビ金沢       | 石川県         |                 |
| 1997年12月11日 -              | 月曜 16:00 - 16:30 | テレビ新潟       | 新潟県         |                 |
| 遅れネット                    | 月曜 16:28 -       | テレビ岩手       | 岩手県         |                 |
|                               | 火曜 16:30 - 17:00 | 秋田朝日放送     | 秋田県         |                 |
|                               | 火曜 16:00 - 16:28 | 山形放送         | 山形県         |                 |
|                               | 火曜 16:00 - 16:30 | 福島中央テレビ   | 福島県         |                 |
|                               | 金曜 17:00 - 17:30 | テレビ信州       | 長野県         |                 |
|                               | 金曜 16:25 - 16:55 | テレビ熊本       | 熊本県         |                 |
|                               | 水曜 17:00 - 17:30 | 鹿児島讀賣テレビ | 鹿児島県       |                 |
|                               | 水曜 15:55 - 16:25 | 沖縄テレビ       | 沖縄県         |                 |

この他、岐阜放送では2006年4月8日から9月30日まで土曜日 7:00 - 7:30、テレビ東京とテレビ愛知では2007年1月7日から3月25日まで日曜 7:00 - 7:30に、傑作選として再放送された。

## 映像ソフト
- VHS
全13巻。各2話収録。
- LD
  - サイバトロンBOX 1998年3月21日発売。第1話 - 第12話収録。
  - デストロンBOX 1998年7月24日発売。第13話 - 第26話収録。
- DVD
  - ビーストウォーズ 超生命体トランスフォーマー DVD-BOX
5枚組。第1話 - 第26話収録[45]。
2000年8月25日発売。
  - ビーストウォーズ 超生命体トランスフォーマー DVD-SET
2012年11月21日発売[46]。
『トランスフォーマー』の廉価版DVD-SETシリーズの1つで、内容は上記DVD-BOXと同じ。

## 劇場版
『CG版ビーストウォーズ 激突!ビースト戦士』のタイトルで1998年12月19日より公開された。同時上映は『CG版ビーストウォーズメタルス（第1作目）』『ビーストウォーズII ライオコンボイ危機一髪』。配給収入は3億円。配収2.7億円は、東映の正月映画としては過去最低ランクの成績で、大高宏雄は「前年の自社制作の正月映画『北京原人』が惨敗したんで、あっさり方向転換して今風のCG作品をメインに持って来た。当たるわけはないんだが、それでもそれが正月映画として堂々と罷り通ることの凄さ、映画として連動している様々なキャラクター収入など劇場以外の収益を見込んでいるとしても、配収3億円以下では東映の配給能力の不備を衝かれても致し方ないだろう」とボロクソに貶している。
終盤のエピソードを中心に再編集したもの。ストーリーに変化は無いが、アフレコし直されており、セリフが若干異なる。なお、『メタルス』第14話で「前のシリーズの最終回をVTRで観る」シーンがあるが、実際に使われているのはこちらの劇場版の映像である。
予告ナレーションはコンボイ役の子安武人とラットル役の山口勝平が担当。
スタッフ
- 製作総指揮 - 高岩淡、佐藤博久、鈴木徹也
- 翻訳 - アンゼたかし
- 編集 - 横山義弘、須山薫
- 整音 - 佐竹徹也
- 効果 - 神保大介
- 音楽プロデューサー - 立花一、前山寛邦
- エクゼクティブプロデューサー - 山崎芳郎、宮川鑛一
- プロデューサー - 板垣耕三、沢玲子、岩田牧子
- 協力 - ソニーPCL、報映産業
- 製作協力 - パイオニアLDC、講談社、日本コロムビア、カバヤ食品
- 製作 - ビーストウォーズ映画製作委員会、東映、タカラ、イオン、テレビ東京
- 制作 - イオン
- 配給 - 東映
- 監督 - 岩浪美和

主題歌
オープニングテーマ - 「WAR WAR! STOP IT」
作詞・作曲・編曲 - BANANA ICE / 歌 - 下町兄弟
映像もテレビ版と同じである。
エンディングテーマ - 「HELLO!タフネス」
作詞・歌 - 勝誠二、石動拳三 / 作曲 - 勝誠二 / 編曲 - 京田誠一
映像ソフト
いずれも販売元はパイオニアLDC
- VHS
1999年6月11日発売。
- LD・DVD
  - ビーストウォーズ 超生命体トランスフォーマー スペシャル（パイオニアLDC）
1999年9月24日発売。『ビーストウォーズII 超生命体トランスフォーマー ライオコンボイ危機一髪!』、『CG版ビーストウォーズメタルス』と同時収録。

## 関連映像作品

### ビーストウォーズ アゲイン
『ビーストウォーズ 超生命体トランスフォーマー アゲイン』
『トランスフォーマー/ビースト覚醒』公開を記念し2023年4月2日より15分枠のセレクション番組を放送。オープニング及び予告に山口勝平のナレーションを新たに収録。
再放送番組とはいえ、テレビ東京系列にて『トランスフォーマー』シリーズが放送されるのは、『超ロボット生命体 トランスフォーマー プライム』以来10年ぶりとなり、we'veが『トランスフォーマー』シリーズの製作を担当しない事実上のデビュー作である。

#### スタッフ（アゲイン）
- 脚本 - 打越領一
- 編集 - 前田篤志
- 制作プロデューサー - 住濱歩、上岡澪
- 協力 - 高原文彦、小林正臣、張替理恵、田島豊、海保良雄、安田隆宏、白井貴彦、宮内貴之、桑津一徳、守屋光春
- 編集スタジオ - アップルスタジオ
- 制作 - ACクリエイト
- プロデューサー - 森正
- 番組担当 - 村松紗也子
- プログラムマネージャー - 小山達也、嵯峨隼人
- 番組宣伝 - 塩塚優香
- エグゼクティブプロデューサー - 富山彰夫
- 企画 - タカラトミー
- 製作 - ビーストウォーズプロジェクト

#### 各話リスト（アゲイン）
| 話数   | サブタイトル                             | 日本語版 話数 | 放送日        |
| ------ | ---------------------------------------- | ------------- | ------------- |
| 第1話  | 超生命体トランスフォーマー登場!!         | 第1話         | 2023年 4月2日 |
| 第2話  | 超生命体トランスフォーマー登場!!（後編） | 第1話         | 4月9日        |
| 第3話  | 倒せデストロン                           | 第2話         | 4月16日       |
| 第4話  | 倒せデストロン（後編）                   | 第2話         | 4月23日       |
| 第5話  | チータスの危機                           | 第3話         | 4月30日       |
| 第6話  | チータスの危機（後編）                   | 第3話         | 5月7日        |
| 第7話  | 孤独な戦士タイガトロン                   | 第7話         | 5月14日       |
| 第8話  | 孤独な戦士タイガトロン（後編）           | 第7話         | 5月21日       |
| 第9話  | クモ女のキック                           | 第8話         | 5月28日       |
| 第10話 | クモ女のキック（後編）                   | 第8話         | 6月4日        |
| 第11話 | ハヤブサ戦士エアラザー                   | 第12話        | 6月11日       |
| 第12話 | ハヤブサ戦士エアラザー（後編）           | 第12話        | 6月18日       |
| 第13話 | メーク・ドラマだデストロン               | 第15話        | 6月25日       |
| 第14話 | メーク・ドラマだデストロン（後編）       | 第15話        | 7月2日        |
| 第15話 | ダイノボットが二人に？                   | 第17話        | 7月9日        |
| 第16話 | ダイノボットが二人に？（後編）           | 第17話        | 7月16日       |
| 第17話 | 地獄のアリ戦士インフェルノ               | 第18話        | 7月23日       |
| 第18話 | 地獄のアリ戦士インフェルノ（後編）       | 第18話        | 7月30日       |
| 第19話 | よみがえれビーストパワー!                | 第19話        | 8月6日        |
| 第20話 | よみがえれビーストパワー!（後編）        | 第19話        | 8月13日       |
| 第21話 | ストップ・ザ・くしゃみ!                  | 第22話        | 8月20日       |
| 第22話 | ストップ・ザ・くしゃみ!（後編）          | 第22話        | 8月27日       |
| 第23話 | さらばでござるタイガトロン               | 第23話        | 9月3日        |
| 第24話 | さらばでござるタイガトロン（後編）       | 第23話        | 9月10日       |
| 第25話 | ライノックス大暴れ!                      | 第16話        | 9月17日       |
| 第26話 | ライノックス大暴れ!（後編）              | 第16話        | 9月24日       |

#### 放送局（アゲイン）
| 放送期間               | 放送時間         | 放送局              | 対象地域・備考                                              |
| ---------------------- | ---------------- | ------------------- | ----------------------------------------------------------- |
| 2023年4月2日 - 9月24日 | 日曜 9:15 - 9:30 | テレビ東京系列全6局 | 北海道・関東広域圏・愛知県・ 大阪府・岡山県・香川県・福岡県 |

| 配信開始日             | 配信時間       | 配信サイト                                                                                  | 備考       |
| ---------------------- | -------------- | ------------------------------------------------------------------------------------------- | ---------- |
| 2023年4月2日 - 9月24日 | 日曜 9:30 更新 | TVer ネットもテレ東 YouTube タカラトミー公式ホビーチャンネル YouTube タカラトミーチャンネル | 見逃し配信 |

#### 紹介動画
【公式】3分後に観たくなる！「ビーストウォーズ超生命体トランスフォーマー」ホビ子とトラ子が名作を解説！
2023年8月25日にYouTubeタカラトミー公式ホビーチャンネルで配信の番組紹介動画。

## コンピュータゲーム
いずれもタカラ（現：タカラトミー）から発売。
トランスフォーマー ビーストウォーズ
1998年3月26日発売。プレイステーション用ソフト。海外でSCEケンブリッジスタジオが開発し、アメリカのHasbro Interactiveから発売されていた、アクションシューティングゲームの一部翻訳版。
決闘トランスフォーマー ビーストウォーズ ビースト戦士最強決定戦
1999年3月19日発売。ゲームボーイ用ソフト。ゲームボーイカラー対応。本作品からはコンボイ・チータス・メガトロンが使用キャラとして登場。